# Geniostoma erythrosperma
Geniostoma erythrosperma là một loài thực vật có hoa trong họ Mã tiền. Loài này được Baill. mô tả khoa học đầu tiên năm 1880.